# Howard Hawks
Pour les articles homonymes, voir Howard et Hawks.
Howard Hawks [ˈhaʊəɹd hɔks], né le 30 mai 1896 à Goshen dans l'Indiana et mort le 26 décembre 1977 à Palm Springs en Californie, est un réalisateur, producteur et scénariste américain. Il appartient à la période classique de Hollywood.
Réalisateur à la production riche et éclectique, il est l'auteur de plusieurs films d'importance tels Scarface, L'Impossible Monsieur Bébé, Seuls les anges ont des ailes, Le Grand Sommeil, Les hommes préfèrent les blondes, Rio Bravo, etc.
.
Cinéaste de la morale, ses personnages sont souvent caractérisés par une grande rigueur d'esprit et un fort sens du devoir. Jacques Rivette qualifie son œuvre de « cinéma à hauteur d'homme », par sa mise en scène frontale et le refus de diminuer ses personnages.

En 1954, François Truffaut écrit à son sujet : 

« Son œuvre se divise en films d’aventures et en comédies. Les premiers font l’éloge de l’homme, célèbrent son intelligence, sa grandeur physique et morale. Les seconds témoignent de la dégénérescence et de la veulerie de ces mêmes hommes au sein de la civilisation moderne. »

## Biographie

### Famille
Howard Winchester Hawks,,,,,,,,, naît, le 30 mai 1896, à Goshen dans l'Indiana. Il est l’aîné des cinq enfants de Frank W. Hawks, industriel de l'Indiana et de Helen Brown Hawks, née Howard,, issue d'une riche famille d'industriels du papier dans le Wisconsin à Neenah.
En 1910, sa famille s'installe définitivement à Pasadena, en Californie, où l'air, plus chaud, plus sec, convient mieux à sa mère qui souffre d'asthme.

### Jeunesse et formation
Il fait des études à Pasadena jusqu'en 1912 puis rentre à l'université Cornell (dans l'État de New York) où il obtient un diplôme d'ingénieur qui lui sera remis en 1918 alors qu'il sert sous les drapeaux.
À partir de 1916, il devient pilote de voiture de course, mais un accident survenu en 1917 le détourne de cette activité.
Pendant la Première Guerre mondiale, au sein de l'armée, il est instructeur dans l'aviation militaire. Cela explique notamment pourquoi ses films qui mettent en scène des aviateurs et des pilotes de course ont un cachet d'authenticité.

### Débuts au cinéma
Après la guerre, il exerce divers petits métiers, monteur, assistant, et s'installe avec son frère Kenneth Hawks à Hollywood où il est colocataire d'une maison où logent Allan Dwan et Irving Thalberg. Il commence à travailler comme accessoiriste sur des films pour la Famous Players-Lasky, dont certains avec Mary Pickford.
Thalberg le recommande à Jesse Lasky en 1923. Ce dernier recherche quelqu'un pour diriger l'écriture des scénarios : Hawks signe le contrat qui le rend directeur littéraire pendant deux ans de la Famous Players-Lasky qui s'appellera ensuite Paramount.
Il écrit son premier scénario, Tiger Love, en 1924, mais, en 1926, rejoint la Twentieth Century Fox où il dirige son premier film L'Ombre qui descend. Après huit films muets, il passe au parlant avec La Patrouille de l'aube en 1930.

### Reconnaissance
Parmi ses films, nombreux sont ceux qui font date dans l'histoire du cinéma, comme L'Impossible Monsieur Bébé, avec Cary Grant, Le Grand Sommeil,, avec Humphrey Bogart et Lauren Bacall, Les hommes préfèrent les blondes avec Marilyn Monroe, ou Rio Bravo, avec John Wayne.
Le 8 février 1960, il obtient son étoile sur le Walk of Fame au 1708 Vine Street.

### Mort
Il meurt le 26 décembre 1977 à Palm Springs en Californie, des séquelles d'une chute, le lendemain du décès de Charlie Chaplin.
Ses cendres sont dispersées dans le désert autour de Calimesa (Californie).

## Carrière

### Influences
À ses débuts, il est très influencé par L’Aurore de Friedrich Wilhelm Murnau à cause des mouvements d'appareil. Il a d'ailleurs tenté de faire un film avec beaucoup de mouvements de caméra, Prince sans amour (Paid to Love) (1927), dont, selon lui, le succès est dû au fait qu'alors « le public était très facile à impressionner », mais il ne pense pas, en 1956, qu'il était nécessaire de poursuivre dans cette voie. Les meilleurs réalisateurs sont, selon lui, John Ford, Ernst Lubitsch et Leo McCarey.

### Genres abordés

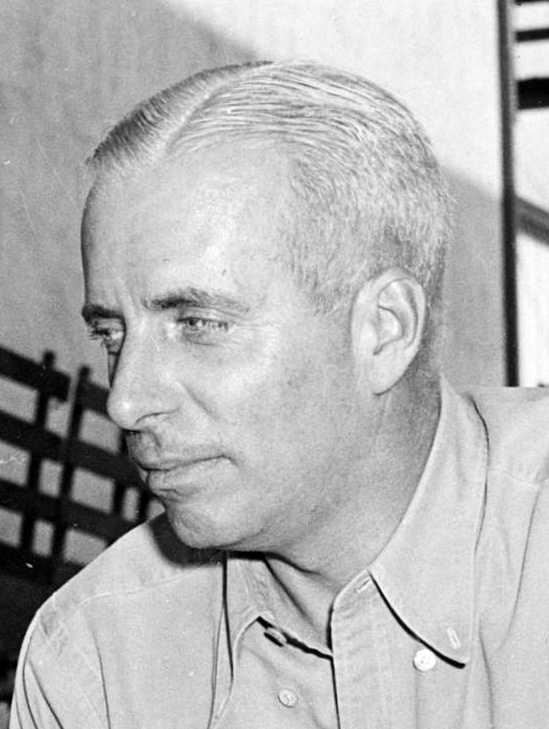
Howard Hawks dans les années 1940.

Sa filmographie touche à tous les genres : western, comédie, film noir, comédie musicale, péplum, action. On peut d'ailleurs remarquer qu'il déclare considérer la comédie et la tragédie comme des récits très proches : « la seule différence est une question de point de vue ». De même, une histoire d'aventure et une comédie sont pour lui l'un comme l'autre des scénarios où on voit comment les gens se comportent lorsque leur vie s'écarte de sa routine. Dans un récit d'aventure, on voit comment les personnages réagissent face à la violence et au danger et « une comédie c'est exactement la même chose qu'un récit d'aventure, c'est simplement la réaction humoristique au fait d'être mis dans une situation embarrassante ». Il déclare d'ailleurs aimer essayer de mélanger ces deux genres. Il tente de le faire en plaçant une scène de comédie dans La Rivière rouge, mais se heurte à l'opposition de John Wayne. Il se rattrape en le faisant dans La Captive aux yeux clairs avec la scène où on coupe le doigt de Kirk Douglas (à la suite de quoi John Wayne l'a appelé pour lui dire qu'il avait eu tort de refuser).

### Rapport au dialogue et à la parole
Concernant son passage au cinéma parlant en 1930 il a expliqué aux Cahiers du cinéma en 1956 qu'il n'avait pas travaillé depuis les débuts du parlant parce que, n'ayant jamais fait de théâtre d'une quelconque façon, on ne savait pas s'il était capable d'écrire des dialogues. Le scénario de L'Ombre qui descend, dont il est l'auteur, était considéré pendant le tournage comme allant « dans le sens de l'affadissement », souffrant de mauvais dialogues qui n'étaient pas assez dramatiques. « On n'aimait pas le film parce que les personnages ne pleuraient pas, ne criaient pas. » Le studio ne fit même pas d'avant-première et sortit le film discrètement. Le film, toujours selon Hawks, fut le plus grand succès de son année de sortie : « et ils prirent l'habitude de le projeter aux autres cinéastes en leur disant « Voilà ce que c'est, un bon dialogue ! ».
Par la suite Howard Hawks a trouvé que le parlant « ralentissait les films ». Il a donc tenté de faire parler ses acteurs plus vite que leur débit habituel, trouvant que le jeu en devient plus naturel et moins forcé. C'était en outre un souci de réalisme : il constatait que, dans la vie, les gens parlent vite et se coupent la parole. Ce système atteint son paroxysme avec La Dame du vendredi, où tous les acteurs parlent encore plus vite que dans ses autres films et il estime que c'est ce qui en a fait le succès. Il a déclaré que de façon générale, quand une scène ne semble pas très bonne au tournage, il faut accélérer le jeu et elle sera meilleure à l'écran.

### Scarface
En 1931, Hawks tourne Scarface, d'après le livre d'Armitage Trail.
À cette date, plus de 50 films de gangsters sont mis en chantier par les studios hollywoodiens. Juste après la grande dépression de 1929 et en pleine prohibition (1919-1933), la figure du gangster est magnifiée par la presse et de nombreux spectateurs la perçoivent comme une alternative possible à leur vie terne et miséreuse. Certes, les metteurs en scène prennent en général grand soin de décrire les gangsters comme des psychopathes : ainsi Edward G. Robinson dans Le Petit César (1930) de Mervyn LeRoy ou James Cagney qui écrase un demi-pamplemousse sur le visage de sa compagne dans L'Ennemi public (1931) de William Wellman mais leur intelligence et leur débrouillardise passent tranquillement au travers des mailles de la censure[réf. souhaitée].
Quoi qu'en dise Jacques Lourcelles[Où ?], qui s'est très peu intéressé à Hawks, Scarface décrit bien dans les neuf dixièmes de son récit l'ascension d'un caïd aussi décidé et téméraire que dépourvu de scrupules. Tony Camonte (Paul Muni) cherchant dans ses patrons successifs les signes de l'accession au raffinement social fait souvent penser à Frank (Henry Fonda) dans Il était une fois dans l'Ouest[réf. souhaitée].
Rien d'étonnant donc que Scarface, dont le personnage principal est calqué sur Al Capone ait eu beaucoup d'ennuis avec la censure[réf. souhaitée]. Hawks dut concevoir trois fins. La première, interdite, montrait Scarface abattu par une bande rivale (fin réaliste et moderne mais qui avait l'inconvénient de montrer l'impuissance de la police). Hawks dut même rajouter les scènes où le commissaire compare les gangsters à des rats et celle où le directeur de l'Evening Record indique aux représentants du gouvernement des méthodes pour combattre le gangstérisme. La deuxième, où Scarface après avoir supplié les policiers de lui donner une chance puis, essayant de fuir, est abattu comme un chien sur le trottoir, est celle que nous connaissons. Dans la troisième, distribuée dans certains pays comme le Brésil, Scarface est jugé par un tribunal où il est qualifié de honte de la nation, expression qui servit d'abord de sous-titre au film avant d'être abandonnée. Il est ensuite traîné à la potence.
Hawks a souligné que son scénariste Ben Hecht et lui-même avaient pris les Borgia comme référence pour dépeindre le héros, en particulier sa jalousie incestueuse vis-à-vis de sa sœur. Cette référence historique ne confère au récit une dimension tragique qu'à la toute fin du film après le retour de Californie et l'éloigne de tout sentimentalisme ou lyrisme qui s'exprimeront bientôt quand les gangsters apparaîtront aux yeux de tous comme des perdants destinés à toujours être pourchassés par la police ou des gangsters plus gros qu'eux (Les Fantastiques Années 20 (1939) ou L'enfer est à lui (1949) de Walsh jusqu'à Scarface (1983) et Les Incorruptibles (1987) de Brian De Palma, Les Affranchis (1990) de Scorsese ou Le Parrain, 3e partie (1990) de Coppola).
Le sujet est plutôt osé : un gangster, amoureux de sa sœur, voulant prendre le contrôle de la ville. Le scénario à peine rédigé fait scandale, et le film va mettre deux ans avant de sortir sur les écrans[réf. souhaitée]. C'est l'époque du code de censure de William Hays. Le producteur du film, l'extravagant Howard Hughes, se charge de régler les problèmes juridiques et demande à Hawks de ne se soucier que de la réalisation. Après de multiples coupes, et un carton moralisateur en guise d'introduction, Hawks doit encore modifier le titre qui devient Scarface, la honte d'une nation.

### La relation hommes-femmes
Son cinéma se caractérise aussi par la faiblesse, voire le ridicule des hommes, face à des femmes très déterminées. Jean Tulard observe[Où ?] que Rio Bravo est caractéristique de ce rapport de séduction où la femme est dominante au point de « laisser croire qu'elle est choisie ».

## Galerie
- Quelques films célèbres d'Howard Hawks (de haut en bas) : Scarface, Train de luxe, L'Impossible Monsieur Bébé, La Dame du vendredi, Le Port de l'angoisse, Le Grand Sommeil, Chérie, je me sens rajeunir, Les hommes préfèrent les blondes, Rio Bravo.

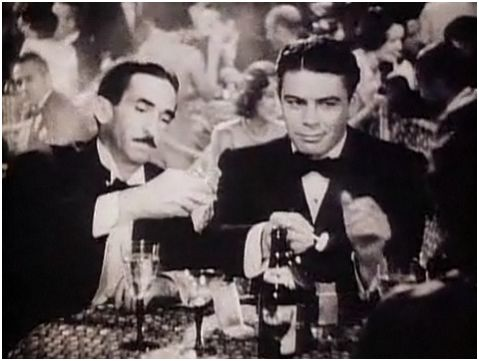
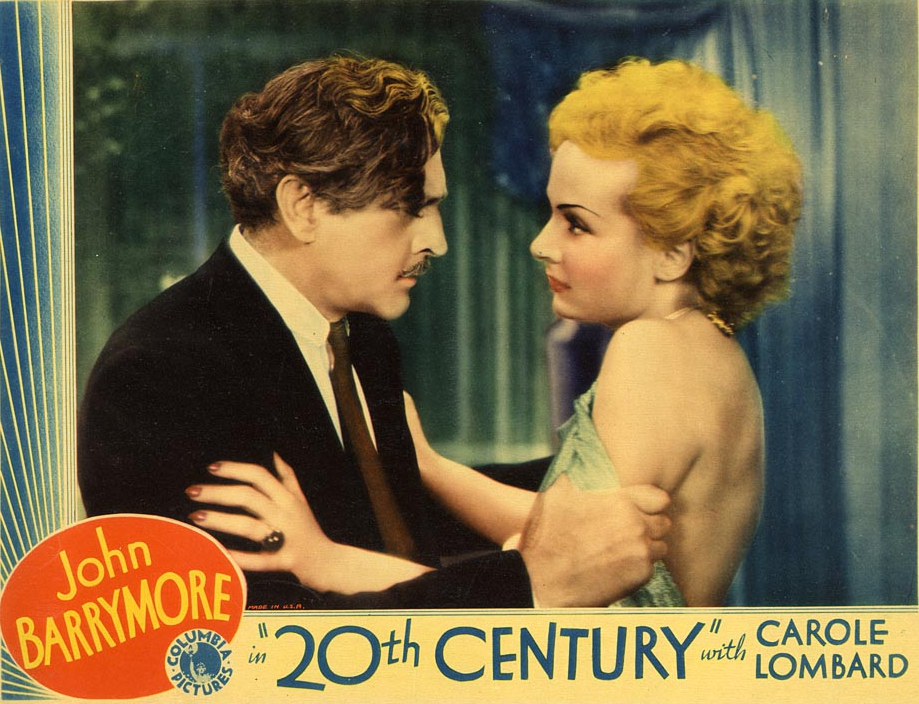
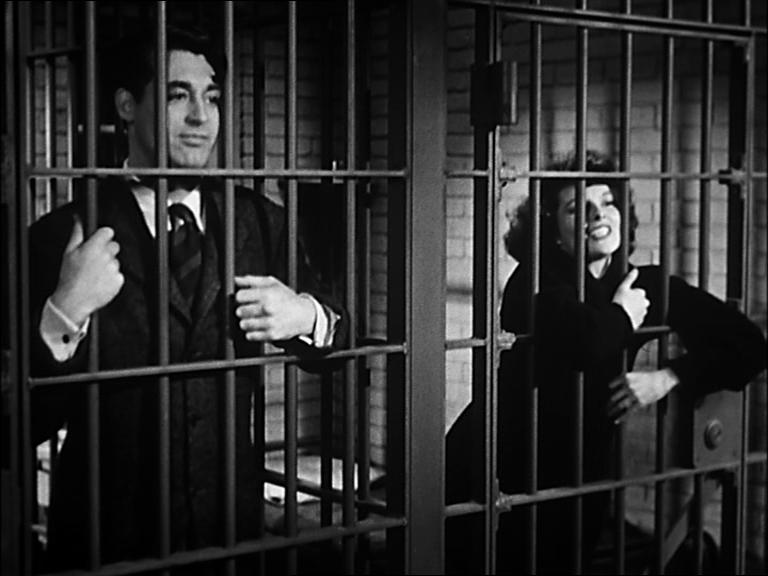
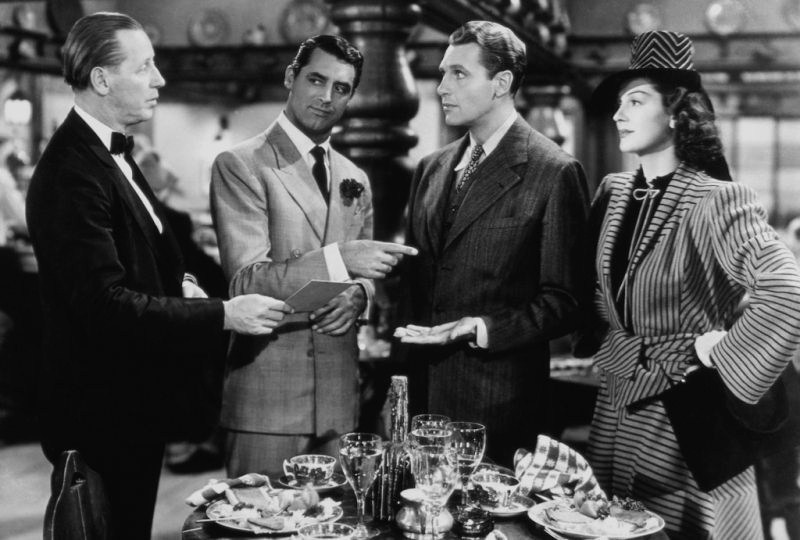
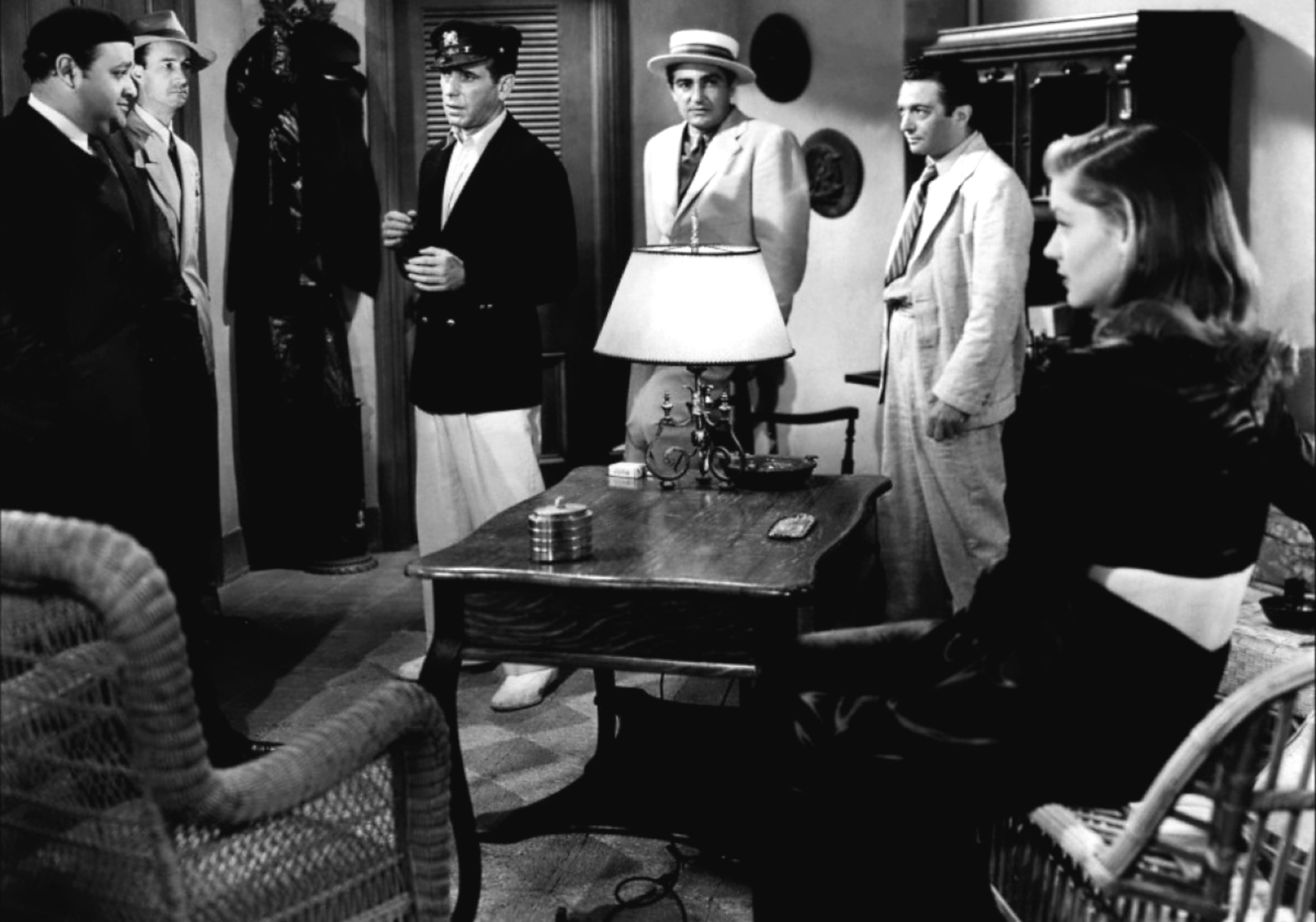
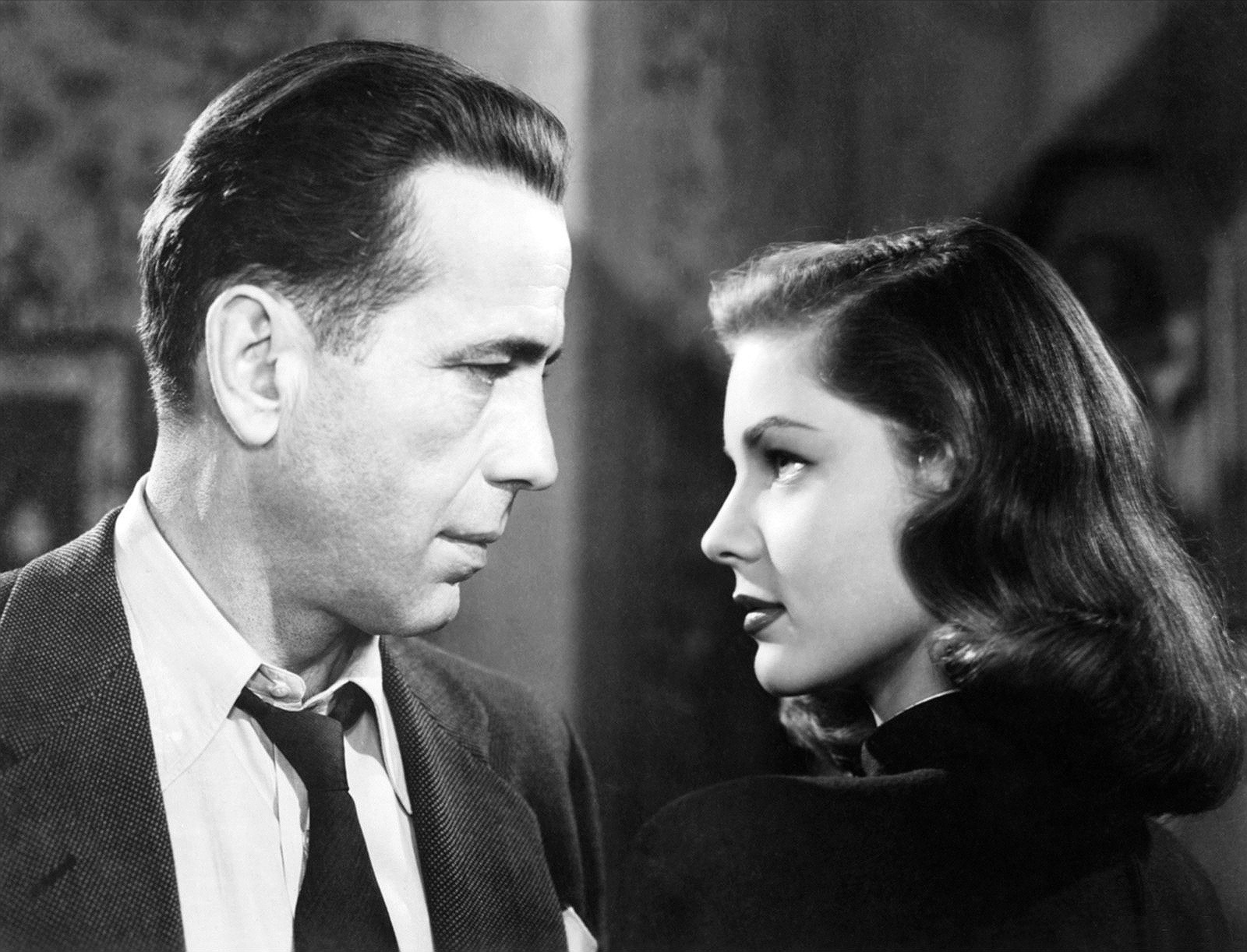
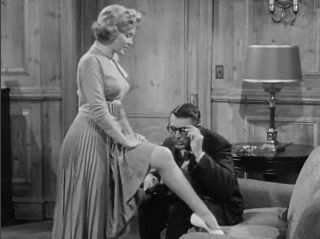
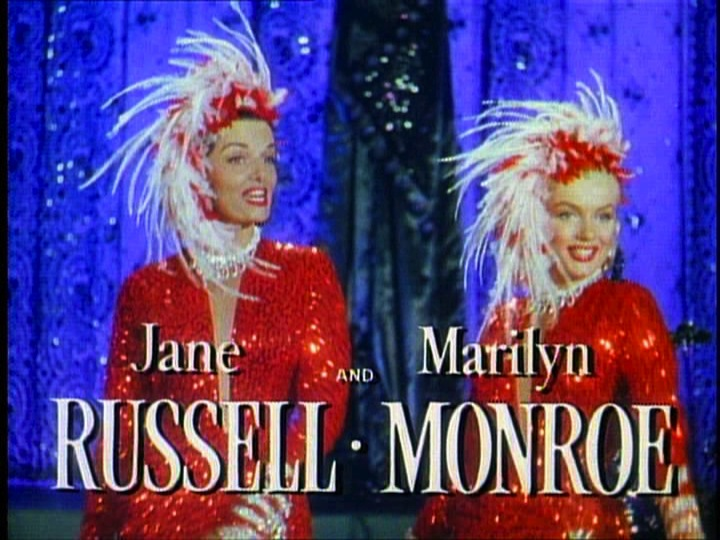
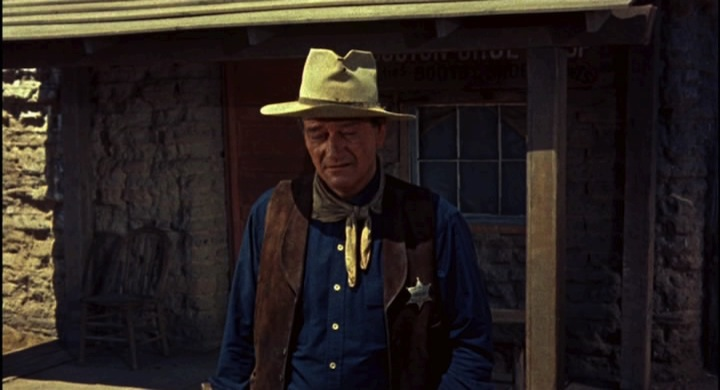

## Filmographie

### Réalisateur
- 1926 : L'Ombre qui descend (The Road to Glory)
- 1926 : Sa Majesté la Femme (Fig Leaves)
- 1927 : Si nos maris s'amusent (The Cradle Snatchers)
- 1927 : Prince sans amour (Paid to Love)
- 1928 : Une fille dans chaque port (A Girl in Every Port)
- 1928 : L'Insoumise (Fazil)
- 1928 : Les Rois de l'air (The Air Circus)
- 1929 : L'Affaire Manderson (Trent's Last Case)
- 1930 : La Patrouille de l'aube (The Dawn Patrol)
- 1931 : Le Code criminel (Criminal Code)
- 1932 : The Crowd Roars, (La foule hurle)
- 1932 : Scarface (Scarface, the Shame of a Nation)
- 1932 : Le Harpon rouge (Tiger Shark )
- 1933 : Après nous le déluge (Today we live)
- 1933 : Un cœur, deux poings (The Prizefighter and the Lady) (non crédité)
- 1934 : Viva Villa! (non crédité)
- 1934 : Train de luxe (Twentieth Century)
- 1935 : Ville sans loi (Barbary Coast)
- 1936 : Brumes (Ceiling Zero)
- 1936 : L'Or maudit (Sutter's Gold) (non crédité)
- 1936 : Les Chemins de la gloire (The Road to Glory)
- 1936 : Le Vandale (Come and Get It)
- 1938 : L'Impossible Monsieur Bébé (Bringing Up Baby)
- 1939 : Seuls les anges ont des ailes (Only Angels Have Wings)
- 1940 : La Dame du vendredi (His Girl Friday)
- 1941 : Sergent York (Sergeant York)
- 1941 : Boule de feu (Ball of Fire)
- 1943 : Air Force
- 1943 : Le Banni (The Outlaw) (non crédité)
- 1944 : Le Port de l'angoisse (To Have and Have Not)
- 1946 : Le Grand Sommeil (The Big Sleep)
- 1948 : La Rivière rouge (Red River)
- 1949 : Si bémol et fa dièse (A Song Is Born)
- 1949 : Allez coucher ailleurs (I Was a Male War Bride)
- 1951 : La Chose d'un autre monde (The Thing From Another World) (non crédité)
- 1952 : La Captive aux yeux clairs (The Big Sky)
- 1952 : Chérie, je me sens rajeunir (Monkey Business)
- 1952 : La Sarabande des pantins (O. Henry's Full House, partie The Ransom of Red Chief)
- 1953 : Les hommes préfèrent les blondes (Gentlemen Prefer Blondes)
- 1955 : La Terre des pharaons (Land of the Pharaohs)
- 1959 : Rio Bravo
- 1962 : Hatari ! (Hatari!)[45],[46]
- 1964 : Le Sport favori de l'homme (Man's Favorite Sport?)
- 1965 : Ligne rouge 7000 (Red Line 7000)
- 1966 : El Dorado
- 1970 : Rio Lobo

### Directeur de production
- 1925 : Le Cargo infernal (The Devil's Cargo) de Victor Fleming (non crédité)